# Saint-Aignan-sur-Roë

Saint-Aignan-sur-Roë este o comună în departamentul Mayenne, Franța. În 2009 avea o populație de 859 de locuitori.